# Meromyza saltatrix
Meromyza saltatrix is een vliegensoort uit de familie van de halmvliegen (Chloropidae). De wetenschappelijke naam werd gepubliceerd in 1761 door Carl Linnaeus.